# Kapustnica

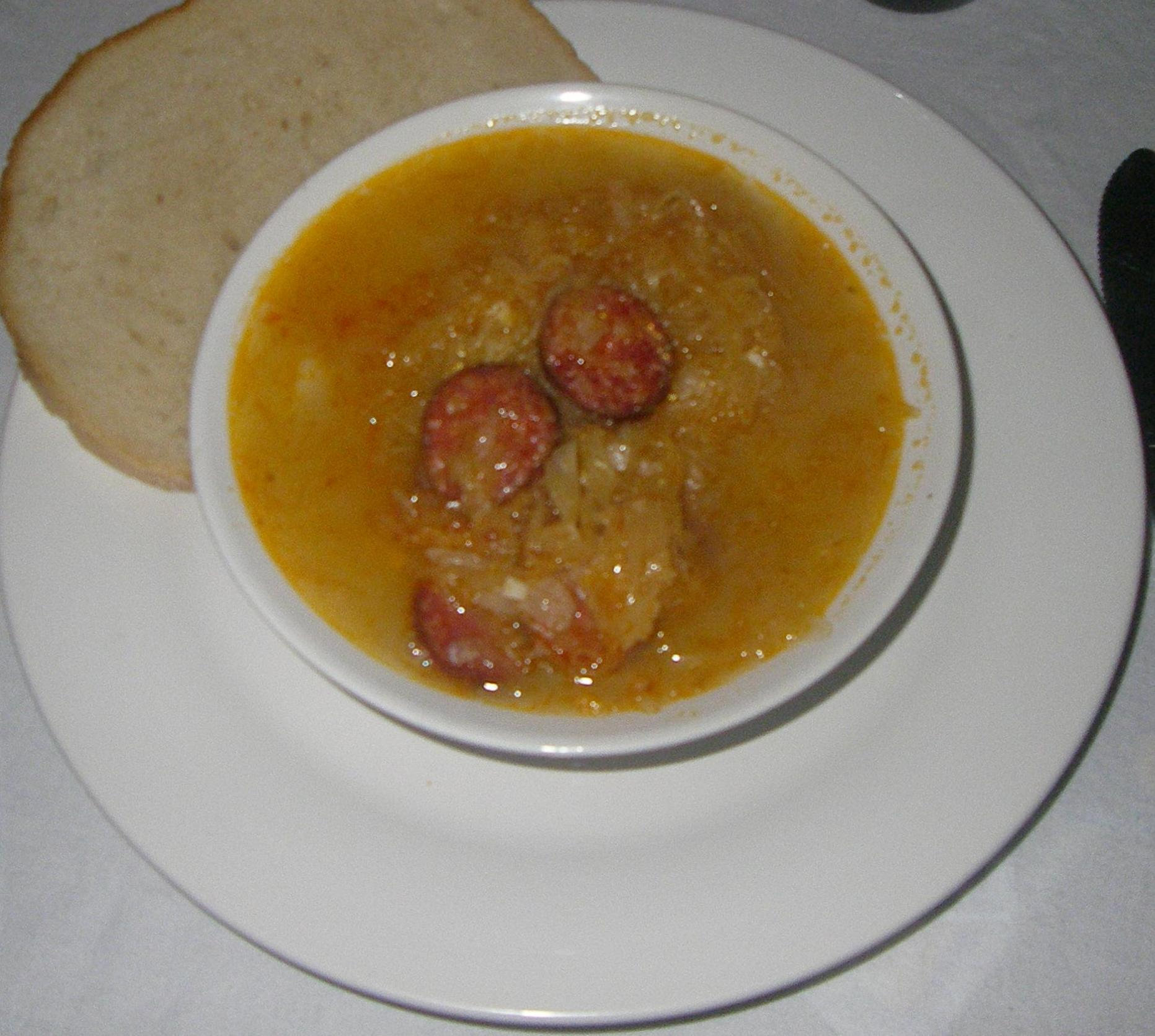
Kapustnica ze středního Slovenska

Kapustnica je tradiční slovenská hustá polévka. Připravuje se z kyselého zelí, podle kterého má pokrm název (kapusta znamená ve slovenštině hlávkové zelí). 

## Příprava
Příprava kapustnice se liší podle jednotlivých slovenských regionů i období vaření. Dělí se na postní a sváteční verzi. Do postní katolické vánoční (připravované na Štědrý den) se nedává maso, zahušťuje se například bílými hladkými haluškami, smetanou a rozetřenými bramborami. Luteránská kapustnica na Vánoce obsahuje i maso a všechny ostatní složky. Ve sváteční kapustnici lze nalézt například uzené maso a klobásu. Nezbytné jsou sušené houby. 
V regionálních recepturách kapustnice existují značné rozdíly. V každém kraji, údolí i vesnici se vaří vánoční kapustnica trochu jinak.

## Jiný význam
Kapustnica je na Slovensku označení i pro šťávu z kysaného zelí.

## Podobná česká jídla
- Zelňačka